# Koninklijke Militaire Academie
La Koninklijke Militaire Academie (o KMA, in italiano Accademia Reale Militare) è l'accademia del Koninklijke Landmacht (l'esercito dei Paesi Bassi) e della Koninklijke Luchtmacht (l'aeronautica militare), situata a Breda.
Il campus ha un'estensione di circa 1 km².
Attiva dal 1828, la KMA offre un programma di studio dalla durata di quattro o cinque anni, a seconda della scelta dei corsi accademici. I cadetti vengono assegnati uno specifico corso di laurea e sono accreditati contemporaneamente alla Koninklijke Landmacht o alla Koninklijke Luchtmacht. La KMA offre anche un corso abbreviato ufficiali di un anno e mezzo.
La formazione degli ufficiali della Marina reale olandese e del Corpo dei Marines è svolto principalmente dal Koninklijk Instituut voor de Marine (L'Istituto Reale della Marina) a Den Helder.